# Dicranomyia (Nesciomyia) durroon
Dicranomyia (Nesciomyia) durroon is een tweevleugelige uit de familie steltmuggen (Limoniidae). De soort komt voor in het Australaziatisch gebied.